# Heinrich Martin Eccard
Heinrich Martin Eccard (auch Eckard, Eckhardus; * 1615 in Gorsleben; † 14. April 1669 in Alfeld) war ein deutscher lutherischer Theologe.

## Leben
Eccard war der Sohn des Pfarrers Nikolaus Eccard (1586–1662) und seiner Ehefrau Anna (geborene Reuse; † 1626). Er immatrikulierte sich im Sommersemester 1638 an der Universität Jena, wechselte am 10. Februar 1643 als Magister an die Universität Helmstedt und wurde Schüler von Calixt. Möglicherweise ist der im Wintersemester 1638 in Jena und der am 25. Mai 1643 in Helmstedt ebenfalls immatrikulierte Jacobus Eckhardus (Eckahrdi, Eccardi) sein Bruder.
1645 wurde er Professor der Mathematik und Metaphysik an der Universität Rinteln. 1649 zog er abermals nach Helmstedt, wo er zum Lizentiaten der Theologie avancierte und 1650 zum Doktor der Theologie promovierte. Im selben Jahr wurde er Professor der Theologie in Rinteln. In den Auseinandersetzungen um das Kasseler Religionsgespräch 1661, auf dem zwischen Rintelner lutherischen und Marburger reformierten Theologen über die Möglichkeit einer Annäherung verhandelt wurde, verteidigte er als einer der Wortführer auf lutherischer Seite die Idee des konfessionellen Friedens. 1662 verteidigte er seine Kollegen Peter Muscus und Johann Henichen wegen ihrer Teilnahme an dem Religionsgespräch gegen Angriffe der strengen Lutheraner. 1665 wurde er selbst ein Opfer der Calvinisierung der Universität und musste diese verlassen. In den letzten Lebensjahren wirkte er ab 1665 als erster Pastor und Generalsuperintendent in der Generaldiözese von Alfeld (Leine).
Er war seit dem 24. Juni 1646 verheiratet mit Elisabeth Boyling (1628–1666), der Tochter des Pfarrers an der Braunschweiger Michaeliskirche Autor Boyling (1601– 1653) und dessen Frau Elisabeth geb. Duve (1603–1676). Ein Sohn Jakob Theodor Eccard (* 1662 in Rinteln; † 1713) war 1692 Konrektor in Braunschweig und 1710 Pastor in Bartolfelde und heiratete 1690 in Einbeck Emerentia Hedwig Stisser, Tochter des Martin Chilian Stisser. Die Tochter Elisabeth Eccard verheiratete sich 1674 mit dem Pfarrer an der Braunschweiger St. Peterskirche Jordan Boden († 1708).

## Werke (Auswahl)
- Disp. de causa per se et per accidens. Helmstedt 1644.
- Metaphysices communis pars. Rinteln 1646.
- Compendium philosophiae naturalis. Rinteln 1647.
- Disp. ethica de principiis actonum humanarum. Rinteln 1648.
- Disp. methaph. de potentia rationali. Rinteln 1649.
- Disp. de cavendis gravissimis erroribus, quibus studium pietatis cum vera fide indussolubili nexu conjuctum. Rinteln 1650.
- Disp. theol. de natura Theologiae. Rinteln 1651.
- Disp. de S. Scripura, posterior. Rinteln 1652.
- Gründliche Widerlegung der nichtigen Einwürfe und falschen Auflagen, so Petrus Wittfeld, der Soc. Jesu Priester und der heil. Schrift Dr. in seiner Also genannten catholischen Behauptung der Reckischen 9 Motiven, dem neulich ausgegangenen Rinthelschen theologischen Tractat entgegen gesetzt, auch weitere Erklärung der im Tractat begriffenen Meynung, daß nämlich keiner, der in der Evangelischen Kirche erzogen, mit gutem Gewissen zur Papistischen Kirche treten könne, herfürgegeben. Rinteln 1653.
- Disp. de Trinitate. Rinteln 1654.
- Disp. tres, quibus Theologia, i. e. doctrina de Deo ejusque attributis, de personis et operibus divinis explicantur. Rinteln 1655.
- Disputationes tres de natura et principio Theologiae. Rinteln 1656.
- Disp. de incarnatione filii Dei et generis humani repatione. Rinteln 1657.
- Disputationes theologicae tres de sacramentis in genere, et in specie de baptismo et eucharistia. Rinteln 1658–1660.
- Leichenpredigt bey Beerdigung Chr. Bockelmanns, Predig. zu Gr. Endorf. Rinteln 1661.
- Weniges, kurtzes u. wohlmeindliches Bedencken üb. d. theol. Gespräch, welches… zu Cassel gehalten worden, darneben auch v. d. Trennungen d. christl. Kirchen u. wie etwa solchen fürzukommen u. abzuhelfen, gehandelt wird. Rinteln 1662.
- Abgenötigte Verthädigung seines Bedenkens vom Kirchenfrieden. Rinteln 1663.
- Disp. de divinitate Christi, contra Photinianos. Rinteln 1664.
- Disputationes theolologicae quinque, quibus natura et principium Theologiae, doctrina de Deo, creatione, conservatione et peccato explicantur. Rinteln 1665.
- Disp. de vera et reali coporis et sanguinis Christi in Eucharista praesentia. Rinteln 1669.

## Weblink
- Eccard bei der deutschen digitalen Bibliothek

| Personendaten    | Personendaten                       |
| ---------------- | ----------------------------------- |
| NAME             | Eccard, Heinrich Martin             |
| ALTERNATIVNAMEN  | Eccardus, Henricus Martinus; Eckard |
| KURZBESCHREIBUNG | deutscher lutherischer Theologe     |
| GEBURTSDATUM     | 1615                                |
| GEBURTSORT       | Gorsleben                           |
| STERBEDATUM      | 14. April 1669                      |
| STERBEORT        | Alfeld (Leine)                      |